# Agromyza pudica
Agromyza pudica är en tvåvingeart som beskrevs av Spencer 1986. Agromyza pudica ingår i släktet Agromyza och familjen minerarflugor. Inga underarter finns listade i Catalogue of Life.